# Argo Secondari
Pour les articles homonymes, voir Argo.
Argo Secondari (né en 1895 à Rome, mort le 17 mars 1942 à Rieti) est un anarchiste italien de la première moitié du XXe siècle.

## Biographie
Argo Secondari participe à la Première Guerre mondiale. Ancien lieutenant, plusieurs fois décoré des « Arditi d'assaut », il était de tendance anarchiste.
Son nom est associé à la naissance, le 6 juillet 1921 (à proximité du jardin botanique de Rome) du mouvement des Arditi del Popolo, organisation paramilitaire créée pour s'opposer au squadrismo fasciste.
« Tant que les fascistes continueront à brûler nos maisons du peuple, maisons sacrées des travailleurs, tant que les fascistes assassineront les frères ouvriers, tant qu'ils continueront la guerre fratricide, les Arditi d'Italie ne pourront rien avoir de commun avec eux. Un sillon profond de sang et de décombres fumants divise les fascistes et les Arditi.  »
(Déclaration de Argo Secondari à l'assemblée des Arditi del Popolo du 27 juin 1921, publiée dans Umanità Nova, Rome, 29 juin 1921)
« Bien loin du patriotard requin fier de son orgueil de race,
 conscients que notre Patrie est là où se trouvent les peuples opprimés :
 Ouvriers, masses laborieuses, Arditi d'Italie À NOUS! »
(Synthèse d'une partie de documents de la police de Rome 1922)
Le groupe initial est formé d'à peu près deux mille personnes, en majorité des anciens combattants de la Première Guerre mondiale, et issu de l'anarchisme. Sa naissance est saluée par Lénine dans la Pravda. Nikolaï Boukharine invite vivement Ruggero Grieco, du Parti communiste d'Italie, à ne pas s'opposer à la création de l'organisation antifasciste, même si celle-ci n'était pas sous l'autorité du parti communiste. À l'intérieur du parti Antonio Gramsci est favorable aux arditi del Popolo, thème qu'il reprendra peu avant son arrestation à l'issue d'une des dernières réunions du parti et avant l'instauration du régime fasciste.
Le 22 octobre 1922, il est agressé par des fascistes qui le battent très violemment avec l'objectif de le rendre fou.[réf. nécessaire] Son frère Epaminonda, médecin cardiologue, essaie sans succès de l'emmener aux États-Unis afin de le soigner.
Le régime fasciste décide de l'enfermer dans un hôpital psychiatrique, où Secondari restera dix-huit ans, jusqu'à sa mort survenue le 17 mars 1942 à l'âge de quarante-six ans. 
Ses funérailles, sur ordre de la préfecture qui craignait des désordres, furent discrètes. Il repose au cimetière de Rieti.